# Vlčí muž
Vlčí muž (v anglickém originále Wolf Man) je americký filmový horor z roku 2025, jehož režisérem a spoluscenáristou je Leigh Whannell. Ve filmu hrají Christopher Abbott, Julia Garner a Sam Jaeger. Děj sleduje muže od rodiny, který se snaží ochránit svou ženu a dceru před vlkodlakem, aby se sám nakazil a pomalu se v tvora proměnil. Jason Blum produkoval film pod hlavičkou své společnosti Blumhouse Productions.
Film byl ohlášen v roce 2014 a měl být součástí Dark Universe, sdíleného filmového vesmíru zaměřeného na monstra ze studia Universal. Po neúspěchu filmu Mumie (2017) se studio Universal přeorientovalo na samostatné filmy. Úspěch Whannellova Neviditelného (2020) znovu oživil zájem studia Universal o sérii Monsters. Přijalo nabídku Ryana Goslinga, který měl rovněž hrát hlavní roli, na nový film o vlčím muži, jehož režie se ujal Derek Cianfrance. Cianfrance však projekt v roce 2023 opustil a Gosling se role vzdal. Projekt s novým obsazením převzal Whannell. Hlavní natáčení proběhlo na Novém Zélandu na začátku roku 2024.
Film byl uveden do kin ve Spojených státech společností Universal Pictures 17. ledna 2025. Film získal smíšené hodnocení kritiků, kteří chválili praktické efekty, napětí a výkony herců, zatímco kritizovali jeho scénář, tempo a odchylky od předlohy. Film byl kasovním zklamáním, když při rozpočtu 25 milionů dolarů utržil 34,9 milionu dolarů.

## Děj
V roce 1995 se během túry v odlehlých horách Oregonu záhadně ztratí turista. Místní spekulují, že zmizení souvisí s virem, který koluje mezi divokou zvěří. Při lovu zahlédne mladý Blake Lovell se svým přísným otcem Grady tajemné humanoidní stvoření a ukryjí se v posedu. Grady to později nahlásí příteli Danovi, a ten se rozhodne stvoření odehdnat, aby ochránil Blakea i svého syna Dereka.
O třicet let později žije Blake se svou ženou Charlotte a dcerou Ginger v San Franciscu. Má problémy se zvládáním hněvu, což zatěžuje jeho manželství. Když obdrží úmrtní list svého dlouho pohřešovaného otce a klíče od starého domu, rozhodne se s rodinou vydat do hor, aby vztahy napravili.
Cestou je provází Derek, ale než dorazí, jejich auto srazí monstrum. Derek zemře a Blake je zraněn. Rodina se ukryje v domě. Blake má krvavou ránu, která se zanítí, a brzy začne vykazovat děsivé změny: ztrácí zuby, roste mu srst, drápy a tesáky, jeho tělo i mysl se mění. Nakonec se promění téměř v zvíře.
Charlotte se snaží s Ginger uprchnout, ale monstrum je znovu napadne. Blake ho odláká, ale nakonec se vrátí – už téměř plně přeměněný. Když zaútočí další bestie, Blake ji zabije – až poté pozná, že to byl jeho otec Grady, který se také proměnil. Blake uteče do lesa, kde plně ztratí lidskost.
Charlotte a Ginger se ukryjí v posedu. Blake je najde, ale v poslední chvíli se zastaví, jako by prosil o smrt. Charlotte vystřelí a zabije ho. S Ginger pak odcházejí z lesa do údolí, které jim Blake kdysi popsal jako nejkrásnější místo, jaké kdy viděl.